# 陆慧英
陆慧英（20世纪？—），中华人民共和国外交官，曾任中华人民共和国驻马里共和国特命全权大使和中华人民共和国驻马赛总领事。